# Johann Matthias von Galen
Johann Matthias Graf von Galen (* 12. September 1800 in Münster; † 24. Dezember 1880 in Dinklage) war der vierte Erbkämmerer im Hochstift Münster bzw. Bistum Münster. Sein Sohn Ferdinand war sein Amtsnachfolger und letzter Erbkämmerer der Galenschen Familie.

## Leben

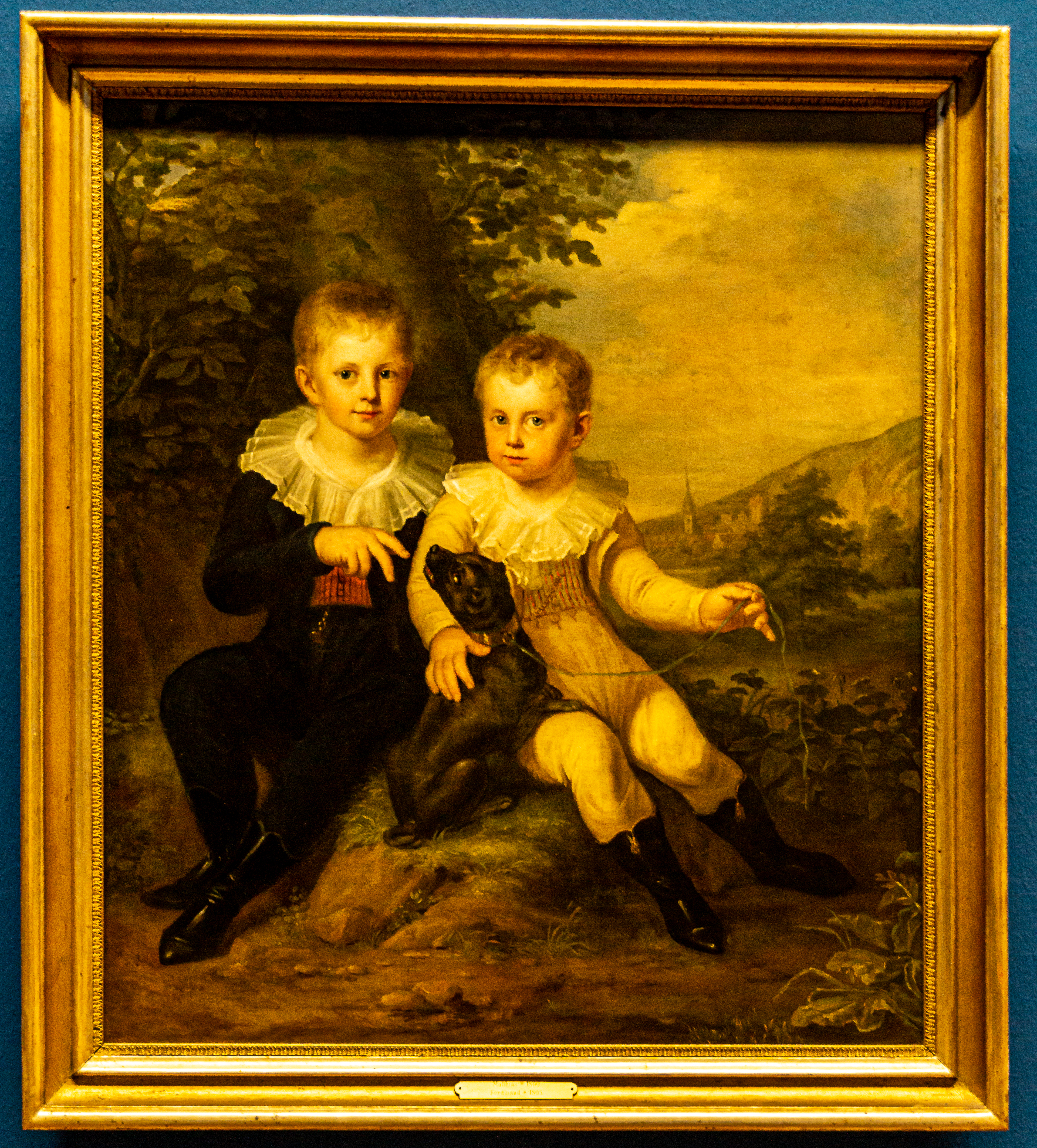
Johann Matthias und sein Bruder Ferdinand in einem Gemälde von Johann Christoph Rincklake

### Herkunft und Familie
Dem uralten westfälischen Adelsgeschlecht von Galen entstammen zahlreiche bedeutende und namhafte Persönlichkeiten. Im 16. Jahrhundert sympathisierte es teilweise mit der Reformation, wurde später wieder katholisch. Die Familie wurde 1665 in den Freiherrenstand und 1702 in den Reichsgrafenstand erhoben. 1803 folgte die Erhebung in den preußischen Grafenstand.
Johann Matthias Graf von Galen wuchs als Sohn des Clemens August Josef von Galen (1748–1820, Oberhofmarschall) und seiner Gemahlin Angela Anna Carolina von Ascheberg zu Venne (1773–1806), Tochter des Johann Matthias Kaspar von Ascheberg zu Venne (1737–1818, preußischer Landrat) und Franziska Maria Carolina Josefa Ferdinanda von Etzbach zu Langen (1744–1821) zusammen mit seinen Geschwistern Ludovika (1779–1840, ⚭ Maximilian Friedrich Heinrich Maria von Korff), Theresa (1806, ⚭ Caspar Maximilian Droste zu Vischering-Padberg) und Ferdinand auf.
Am 11. Januar 1825 heiratete Johann Matthias in Münster Maria Anna Freiin von Ketteler (* 1802; † 1884), Tochter des Freiherrn Maximilian von Ketteler (1779–1832, preußischer Landrat) und dessen Gattin Clementine geb. von der Wenge (1778–1844). Maria war eine Schwester des Mainzer Bischofs Wilhelm Emmanuel von Ketteler.
Die Ehe brachte dreizehn Kinder hervor. Der wohl bekannteste Nachfahre ist Clemens August Graf von Galen. Zu den weiteren Nachkommen siehe von Galen, Abschnitt „Stammtafel von Johann Matthias an“.

### Werdegang und Wirken
Johann Matthias absolvierte ein Studium an der Westfälischen Wilhelms-Universität in Münster und trat als Zwanzigjähriger das Erbe seines im Mai 1820 verstorbenen Vaters an. In seiner Funktion als Kämmerer hatte er sich um die Verwaltung des Vermögens zu kümmern. Dieses hatte sein Urgroßvater (3. Generation) Johann Heinrich zum Teil, jedoch mit besonderer Unterstützung seines Bruders Fürstbischof Christoph Bernhard geschaffen. Während seiner Regierungszeit schaffte Christoph Bernhard erhebliches Immobilienvermögen. So erwarb er im Jahre 1667 die Güter von den verarmten Herren von Dinklage. Vier Jahre später wurden alle Galenschen Besitzungen im Amt Vechta als Fideikommiss zusammengefasst. Sechs Jahre später, im Jahre 1677 entstand auf dem Gebiet der heutigen Stadt Dinklage und dem benachbarten Dorf Brockdorf ein kleinstaatähnliches Gebilde, die so genannte Herrlichkeit Dinklage. Die Familie von Galen hatte in ihrer Herrlichkeit die Verwaltungshoheit. Sie war auch zur Rechtsprechung befugt. Diese Stellung hatte sie noch viele Jahre nach dem Ende der münsterischen Herrschaft im Jahre 1803. Sie wurde erst beendet, als im 17. März 1826 ein Vertragswerk unterschrieben wurde, das für Dinklage das Ende der Herrlichkeit bedeutete. Es trug die Unterschriften von Johann Matthias und dem Oldenburgischen Regierungsrat Carl Friedrich Suden. Die Veränderungen in den politischen und sozialen Verhältnissen zwangen Johann Matthias zum Verkauf an den Großherzog von Oldenburg.
Die folgenden Jahre zeichneten sich durch rege Kauf- und Bautätigkeiten aus.
1841 begann Johann Matthias mit dem Neubau der Burgkapelle St. Augustinus in der Burganlage Dinklage. Sie wurde im neugotischen Stil errichtet und am 28. August 1844 durch den münsterischen Bischof Kaspar Maximilian Droste zu Vischering konsekriert. Die Inschrift oberhalb der Seitentür der Kapelle: „Ich und mein Haus wollen dem Herrn dienen. Jos XXIV, 15. Mathias von Galen und Anna von Ketteler seine Hausfrau erbauten dieses Gotteshaus und feierten die Einweihung am Tag des Schutzpatrons des hl. Augustinus dem 28. August 1844.“ erinnert an dieses Ereignis.
1846 kaufte er von der Familie Lodtmann das Gut Harderburg (Nähe Osnabrück).
Im Jahre 1852 stiftete er den Clemensschwestern im St. Anna-Stift in Dinklage das Amtshaus, das als Krankenhaus diente und später zur Grundlage der St. Anna-Stiftung wurde.
1858 ließen Matthias und seine Frau das Haus Assen von Grund auf erneuern und eine neugotische Kapelle am Schloss durch den Baumeister Friedrich Wilhelm Buchholz errichten. Die Einsegnung der Kapelle übernahm Bischof von Ketteler.
1833 bis 1868 und erneut 1871 bis 1875 war er Mitglied im Provinziallandtag der Provinz Westfalen. 1847 gehörte er auch dem Ersten Vereinigten Landtag an.